# Château de Raseborg
Le château de Raseborg (en finnois : Raaseporin linna, en suédois : Raseborgs slott) est une forteresse médiévale construite à Snappertuna dans la municipalité de Raasepori en Finlande,.

## Histoire
Le château est mentionné pour la première fois dans des documents historiques en 1378.
Il a été suggéré que le château a été fondé par Hermann de Dorpat, le successeur d'Albert de Riga, et par les chevaliers Porte-Glaive après la croisade livonienne. Il est aussi été suggéré que le château a été fondé par Bo Jonsson Grip et on pense que la première phase du château a été achevée entre 1373 et 1378
Le château est construit à l'origine à l'extrémité nord d'une baie maritime sur une île entourée d'une rivière maintenant connue sous le nom de rivière Raseborg.
En raison du soulèvement des terres, les ruines du château sont maintenant à l'intérieur des terres et la rivière s'est considérablement atrophiée.
Son objectif principal était de protéger les intérêts de la Suède dans le sud de la Finlande contre la ville hanséatique de Tallinn.
Les historiens pensent que le château a été construit en trois phases différentes au fil du temps du 14e au XVIe siècle.
Au Moyen Âge, des batailles ont eu lieu entre les forces suédoises et danoises et même des pirates pour le contrôle du château.
Le château est abandonné en 1553, trois ans après la fondation d'Helsinki en 1550 qui est devenue stratégiquement plus importante.